# Cherif Hadjam
Cherif Hadjem, né en 1955 à Oran en Algérie et mort le 13 novembre 2014 à Blida dans un accident de la circulation,, est un comédien algérien de théâtre pour enfants, plus connu sous son nom de scène de H'mimiche el bahlaouane ou Hmimiche el bahlaouane.

## Biographie
Cherif Hadjem a fait des études de chirurgien-dentiste, mais les a abandonnées pour se consacrer au théâtre. Il a joué dans plusieurs films. 

## Filmographie

### Théâtre
- Hmimiche El Bahlaouane